# Nikolaï Kovmir
Nikolaï Ivanovitch Kovmir (en cyrillique Никола́й Ива́нович Ковми́р), né le 30 juin 1947 à Sverdlovsk (URSS) et mort le 29 janvier 2000 à Saint-Pétersbourg (Russie), est un danseur de ballet classique soviétique et russe. Il a été nommé artiste du Peuple de la RSFSR en 1983.

## Carrière
Nikolaï Kovmir naît à Sverdlovsk en 1947. Il termine en 1966 l'École de chorégraphie de Kiev, en ayant eu Vladimir Denissenko comme pédagogue. En 1970, il entre à l'Institut chorégraphique de Léningrad, avec Alexandre Pouchkine comme professeur. De 1966 à 1968, il travaille à l'opéra de Kharkov, en 1969 il reçoit le troisième prix du concours international des artistes de ballet de Moscou, à la suite de quoi il est intégré au Kirov de Léningrad. 
De 1970 à 1994, il est soliste de la troupe de ce fameux théâtre (aujourd'hui appelé le Mariinsky) et commence à enseigner à partir de 1979.
En 1987, il termine la section de formation des maîtres de ballet du conservatoire de Léningrad, avec Nikita Dolgouchine comme pédagogue.
Dans les dernières années de sa vie, une longue maladie l'oblige à rester alité et il est peu à peu oublié, malgré le fait que de nombreux films et vidéos avec sa participation passent en salle ou à la télévision. Il meurt le 29 janvier 2000 à l'âge de 53 ans. Sa fille Ekaterina est d'abord également danseuse au Mariinsky, puis est partie enseigner en région parisienne, où elle vit actuellement avec sa famille.
La critique de son époque le qualifie d'artiste de ballet parmi les plus brillants d'alors en Russie avec une remarquable maîtrise de jeu d'acteur. Cependant « il n'a pas fait la grande carrière qui l'attendait à première vue, car son plein épanouissement est apparu dans les années 1970-1980, alors que beaucoup de danseurs russes se faisaient un nom en occident ; c'est pourquoi il n'est pas entré au panthéon académique. Ses danses virtuoses avaient une acuité exceptionnellement moderne. D'autre part il excellait dans les emplois de caractère. »
L'Encyclopédie du ballet le qualifie de: «Danseur classique plein d'ardeur virile qui au cours des années 1980 s'est petit à petit spécialisé dans des rôles dramatiques ou mimiques qui pouvaient exprimer tout son potentiel émotionnel et la clarté de son caractère.»

## Rôles principaux
- 1972 : Le Prince enchanté, chorégraphie d'Oleg Vinogradov — Chout (création)
- 1973 : Le Corsaire, d'après Constantin Sergueïev — un marchand (création)
- 1976 : Le Gaucher, chorégraphie de Constantin Sergueïev — Левша
- 1977 : Till l'Espiègle, chorégraphie de Valentin Elizariev — l'Inquisiteur (création)
- 1978 : Notre-Dame de Paris, chorégraphie de Roland Petit — Quasimodo (création en Russie)
- 1979 : Pouchkine, chorégraphie de Natalia Kassatkina et Vladimir Vassiliov — Pougatchov (création)
- 1980 : Le Revizor, chorégraphie d'Oleg Vinogradov — Gorodnitchy (création)
- 1981 : Angara, chorégraphie de Vadim Boudarine — Victor (création)
- 1981 : Le Petit Cheval bossu, chorégraphie de Dmitri Briantsev — Ivan (création)
- 1982 : Page du passé, chorégraphie de Dmitri Briantsev —  le soldat (création)
- 1983 : Soirée de chorégraphie contemporaine, miniature chorégraphique  le Chaman sur une musique de Bela Bartok, chorégraphie de Dmitri Briantsev; (création)
- 1984 : Assiat, chorégraphie d'Oleg Vinogradov - Ali (création)
- 1991 : La Fleur de pierre de Prokofiev, chorégraphie de Grigorovitch — Severian (Théâtre Kirov)

Autres rôles : Basile (Don Quichotte) ; Solor et Fakir (La Bayadère), Conrad Arlequinade ; Chout et Rothbart (Le Lac des cygnes), Hans (Giselle), la fée Carabosse (La Belle au bois dormant); La sorcière Madge (La Sylphide), Golfo (Naples), Frondosso (Laurencia, ballet de Krein), Guireï (La Fontaine de Bakhtchissaraï de Boris Assafiev), Laërte (Hamlet), le jeune homme (La Symphonie de Léningrad), Archonte (Icare), Le diable (La Création du monde), Rjevski (La Ballade des hussards), Bryaxis Daphnis et Chloé.

## Filmographie
- 1983 : Diane et Actéon (série : Les Étoiles du ballet russe) : Tatiana Terekhova et Nikolaï Kovmir
- Soirée d'hommage à N. Kourgapkina avec Ninel Kourgapkina
- 1989 : Le Mariage de Balzaminov (d'après Ostrovski).
- 1992 : La Dernière tarentelle : Stefano